# Mohamed El Nour Mohamed
Mohamed El Nour Mohamed (* 18. März 1996) ist ein katarischer Sprinter und Mittelstreckenläufer, der über 400 und 800 Meter an den Start geht.

## Sportliche Laufbahn
Erste Erfahrungen bei internationalen Meisterschaften sammelte Mohamed El Nour Mohamed bei den Arabischen Jugendmeisterschaften 2013 in Kairo, bei denen er die Silbermedaille über 800 Meter und Gold mit der katarischen Sprintstaffel (1000 Meter) gewann. Daraufhin nahm er an den Jugendweltmeisterschaften in Donezk teil und erreichte dort das Halbfinale im 800-Meter-Lauf, in dem er mit 1:50,66 min ausschied. Zudem belegte er mit der Sprintstaffel Platz vier. 2014 gewann er bei den Juniorenasienmeisterschaften in Taipeh die Goldmedaille über 800 Meter sowie Bronze mit der 4-mal-400-Meter-Staffel. Anschließend nahm er über 800 Meter an den Juniorenweltmeisterschaften in Eugene teil, schied dort aber bereits mit 1:55,17 min im Vorlauf aus. 2015 siegte er mit der katarischen Stafette in 3:02,50 min bei den Asienmeisterschaften in Wuhan. Anschließend erreichte er bei den Militärweltspielen im südkoreanischen Mungyeong das Halbfinale im 400-Meter-Lauf und konnte sich mit der Staffel nicht für das Finale qualifizieren.
2018 nahm er an den Hallenasienmeisterschaften in Teheran teil und siegte dort in 3:10,08 min mit der Staffel. Ende August nahm er erstmals an den Asienspielen in Jakarta teil und siegte mit der kathartischen Stafette mit neuem Asienrekord von 3:00,56 min vor Indien und Japan.

## Persönliche Bestzeiten
- 400 Meter: 47,34 s, 27. Juni 2015 in Mannheim
- 800 Meter: 1:49,62 min, 29. Mai 2014 in Saint-Niklaas